# Lijst van Zuid-Koreaanse autosnelwegen

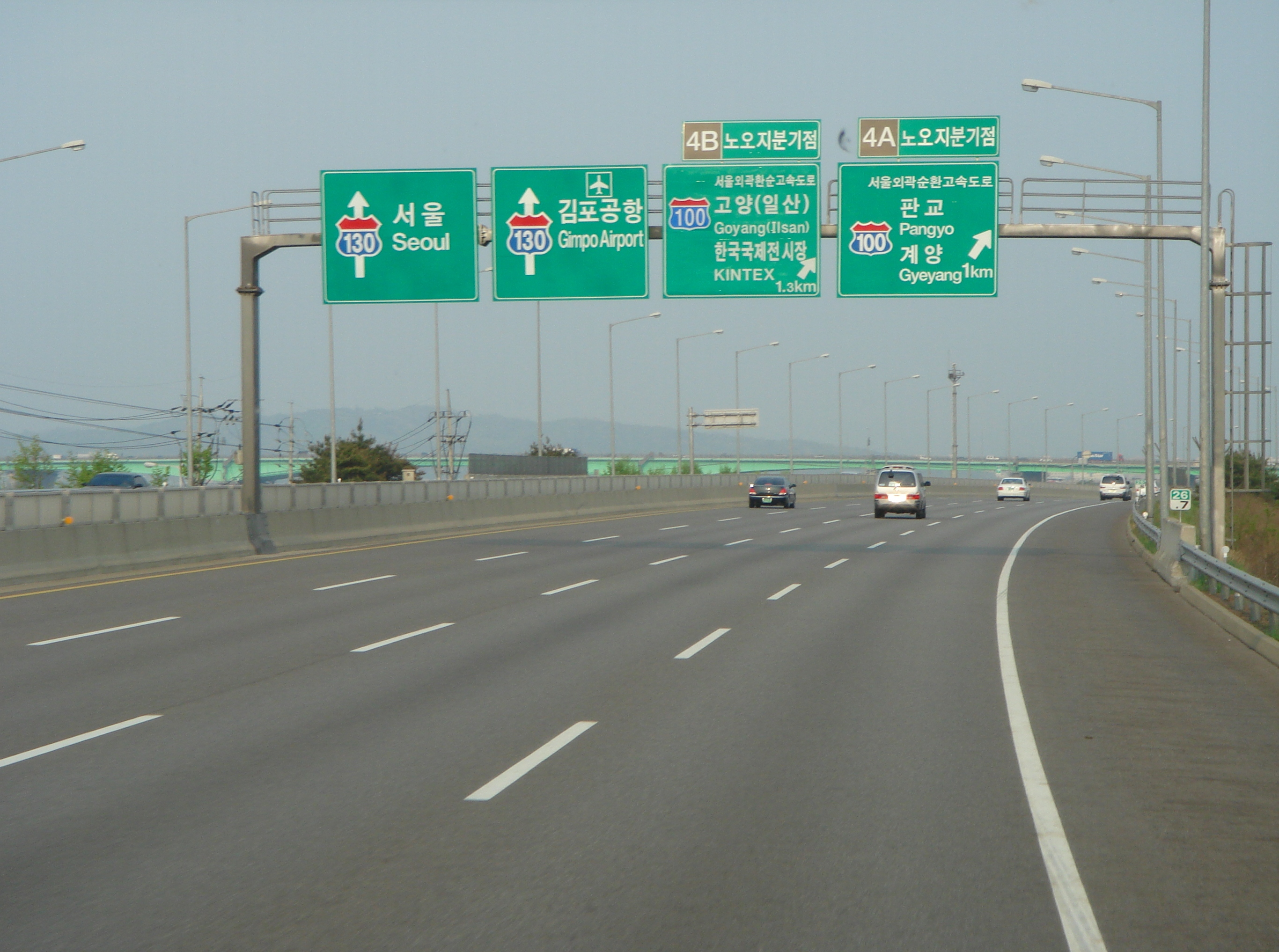
Zuid-Koreaanse autosnelweg

Het autosnelwegnet van Zuid-Korea

Hieronder volgt een lijst van autosnelwegen (Koreaans: 대한민국의 고속도로; Hanja: 大韓民國의 高速道路; Daehanmingukui gosokdoro)/ officieel nationale expreswegen (Koreaans: 고속국도; Hanja: 高速國道; Gosokgukdo) in Zuid-Korea. De snelwegen zijn eigendom van de overheid en worden in de meeste gevallen beheerd door de Korea Expressway Corporation.
| Wegnummer                                                             | Naam                                              | Beginpunt                                                           | Eindpunt                                             | Totale lengte (km) |
| --------------------------------------------------------------------- | ------------------------------------------------- | ------------------------------------------------------------------- | ---------------------------------------------------- | ------------------ |
|                                                                       | Gyeongbu Expressway                               | Geumjeong District, Busan (Guseo IC)                                | Seocho District, Seoul (Yangjae IC)                  | 416,1 km           |
|                                                                       | Namhae Expressway                                 | Yeongam County, S. Jeolla (W. Yeongam IC)                           | Suncheon, S. Jeolla (Haeryong IC)                    | 106,8 km           |
| Suncheon, S. Jeolla (W. Suncheon IC)                                  | Namhae Expressway                                 | Buk District, Busan (Deokcheon IC)                                  | 166,3 km                                             |                    |
|                                                                       | Muan–Gwangju Expressway                           | Muan County, S. Jeolla (Muan Airport IC)                            | Gwangsan District, Gwangju (Unsu IC)                 | 41,3 km            |
| Gwangju–Daegu Expressway                                              | Buk District, Gwangju (Munheung JC)               | Dalseong County, Daegu (Okpo JC)                                    | 176,0 km                                             |                    |
|                                                                       | Hamyang–Ulsan Expressway                          | Hamyang, South Gyeongsang Province (North Hamyang JC)               | Ulju county, Ulsan city (Ulju JC)                    | 144,6 km           |
|                                                                       | Seohaean Expressway                               | Muan County, S. Jeolla (Jungnim JC)                                 | Geumcheon District, Seoul (Geumcheon IC)             | 336,6 km           |
|                                                                       | Ulsan Expressway                                  | Ulju County, Ulsan (Eonyang JC)                                     | Nam District, Ulsan (Ulsan IC)                       | 14,3 km            |
|                                                                       | Iksan–Pyeongtaek Expressway                       | Iksan, N. Jeolla                                                    | Pyeongtaek, Gyeonggi                                 | 132,0 km           |
| Pyeongtaek–Paju Expressway                                            | Pyeongtaek, Gyeonggi (Oseong IC)                  | Paju, Gyeonggi                                                      | 109,7 km                                             |                    |
|                                                                       | Saemangeum–Pohang Expressway                      | Gimje, N. Jeolla                                                    | Wanju County, N. Jeolla                              | 55,1 km            |
| Wanju County, N. Jeolla                                               | Saemangeum–Pohang Expressway                      | Jangsu County, N. Jeolla (Jangsu JC)                                | 36,5 km                                              |                    |
| Dong District, Daegu (Palgongsan TG)                                  | Saemangeum–Pohang Expressway                      | Buk-gu, Pohang, N. Gyeongsang (Pohang IC)                           | 69,4 km                                              |                    |
|                                                                       | Honam Expressway                                  | Suncheon, S. Jeolla (W. Suncheon IC)                                | Nonsan, S. Chungcheong (Nonsan JC)                   | 194,2 km           |
| Nonsan–Cheonan Expressway                                             | Nonsan, S. Chungcheong (Nonsan JC)                | Cheonan, S. Chungcheong (Cheonan JC)                                | 82,0 km                                              |                    |
|                                                                       | Suncheon–Wanju Expressway                         | Suncheon, S. Jeolla (E. Suncheon IC)                                | Wanju County, N. Jeolla (Wanju JC)                   | 117,8 km           |
|                                                                       | Sejong–Pocheon Expressway                         | Habong-ri, Janggun-myeon, Sejong                                    | Jangjuk-ri, Geumgwang-myeon, Anseong-si, Gyeonggi-do | 55,86 km           |
| Jangjuk-ri, Geumgwang-myeon, Anseong-si, Gyeonggi-do                  | Sejong–Pocheon Expressway                         | Topyeong-dong, Guri-si, Gyeonggi-do (S.Guri IC)                     | 71,1 km                                              |                    |
| Topyeong-dong, Guri-si, Gyeonggi-do (S.Guri IC)                       | Sejong–Pocheon Expressway                         | Pocheon, Gyeonggi-do (Sinbuk IC)                                    | 50,6 km                                              |                    |
|                                                                       | Seosan–Yeongdeok Expressway                       | Seosan, S. Chungcheong (Daesan JC)                                  | Yeongdeok County, N. Gyeongsang (Yeongdeok IC)       | 330,8 km           |
|                                                                       | Dangjin–Cheongju Expressway                       | Dangjin, S. Chungcheong                                             | Cheongwon-gu, Cheongju, N. Chungcheong (Ochang JC)   | 48,8 km            |
|                                                                       | Tongyeong–Daejeon Expressway                      | Tongyeong, S. Gyeongsang (Tongyeong IC)                             | Dong District, Daejeon (Biryong JC)                  | 215,3 km           |
| Jungbu Expressway                                                     | Seowon-gu, Cheongju, N. Chungcheong (Nami JC)     | Hanam, Gyeonggi (Hanam JC)                                          | 117,2 km                                             |                    |
|                                                                       | Second Jungbu Expressway                          | Icheon, Gyeonggi (Majang JC)                                        | Hanam, Gyeonggi (Sangok JC)                          | 31,1 km            |
|                                                                       | Pyeongtaek–Jecheon Expressway                     | Pyeongtaek, Gyeonggi (W. Pyeongtaek JC)                             | Jecheon, N. Chungcheong (Jecheon JC)                 | 127,4 km           |
|                                                                       | Jungbunaeryuk Expressway                          | Masanhoewon-gu, Changwon, S. Gyeongsang (Naeseo JC)                 | Yangpyeong County, Gyeonggi (Yangpyeong IC)          | 301,7 km           |
|                                                                       | Yeongdong Expressway                              | Namdong District, Incheon (Seochang JC)                             | Gangneung, Gangwon (Gangneung JC)                    | 234,4 km           |
|                                                                       | Gwangju–Wonju Expressway                          | Gwangju, Gyeonggi (Gyeonggi-Gwangju JC)                             | Wonju, Gangwon (Wonju JC)                            | 57,0 km            |
|                                                                       | Jungang Expressway                                | Sasang District, Busan (Samnak IC)                                  | Chuncheon, Gangwon (Chuncheon IC)                    | 388,1 km           |
|                                                                       | Seoul–Yangyang Expressway                         | Gangdong District, Seoul (Gangil IC)                                | Yangyang County, Gangwon (Yangyang JC)               | 150,2 km           |
|                                                                       | Donghae Expressway                                | Haeundae District, Busan                                            | Yeongdeok County, N. Gyeongsang                      | 131,8 km           |
| Samcheok, Gangwon (Geundeok IC)                                       | Donghae Expressway                                | Sokcho, Gangwon (Sokcho IC)                                         | 122,6 km                                             |                    |
|                                                                       | Capital Region First Ring Expressway              | Bundang-gu, Seongnam, Gyeonggi (Pangyo JC)                          | Bundang-gu, Seongnam, Gyeonggi (Pangyo JC)           | 128,0 km           |
|                                                                       | Namhae Expressway Branch 1                        | Haman County, S. Gyeongsang (Sanin JC)                              | Changwon, S. Gyeongsang (Changwon JC)                | 17,9 km            |
|                                                                       | Namhae Expressway Branch 2                        | Gimhae, S. Gyeongsang (Nangjeong JC)                                | Sasang District, Busan (Sasang IC)                   | 20,6 km            |
|                                                                       | Namhae Expressway Branch 3                        | Jinhae-gu, Changwon, S. Gyeongsang                                  | Gimhae, S. Gyeongsang (Jillye JC)                    | 15,3 km            |
|                                                                       | Second Gyeongin Expressway                        | Jung District, Incheon (Airport New Town JC)                        | Jungwon-gu, Seongnam, Gyeonggi (Yeosudaero IC)       | 70,0 km            |
|                                                                       | Gyeongin Expressway                               | Nam District, Incheon (W. Incheon IC)                               | Yangcheon District, Seoul (Sinwol IC)                | 13,4 km            |
|                                                                       | Incheon International Airport Expressway          | Jung District, Incheon                                              | Deogyang-gu, Goyang, Gyeonggi (Bungno JC)            | 36,5 km            |
|                                                                       | Seocheon–Gongju Expressway                        | Seocheon County, S. Chungcheong (E. Seocheon IC)                    | Gongju, S. Chungcheong (W. Gongju JC)                | 61,4 km            |
|                                                                       | Pyeongtaek–Siheung Expressway                     | Pyeongtaek, Gyeonggi (W. Pyeongtaek JC)                             | Siheung, Gyeonggi (Gunja JC)                         | 40,3 km            |
|                                                                       | Osan–Hwaseong Expressway                          | Osan, Gyeonggi (W. Osan JC)                                         | Hwaseong, Gyeonggi (Annyeong IC)                     | 2,5 km             |
| Yongin–Seoul Expressway                                               | Giheung-gu, Yongin, Gyeonggi (Heungdeok IC)       | Seocho District, Seoul (Heolleung IC)                               | 22,9 km                                              |                    |
|                                                                       | Iksan–Pyeongtaek Expressway Branch                | Pyeongtaek, Gyeonggi                                                | Pyeongtaek, Gyeonggi                                 | 5,7 km             |
|                                                                       | Saemangeum–Pohang Expressway Branch (Pohang)      | Buk-gu, Pohang, N. Gyeongsang                                       | Buk-gu, Pohang, N. Gyeongsang                        | 24,0 km            |
|                                                                       | Saemangeum–Pohang Expressway Branch (Iksan-Wanju) | Iksan, N. Jeolla (Iksan JC)                                         | Wanju County, N. Jeolla                              | 24,5 km            |
|                                                                       | Honam Expressway Branch                           | Nonsan, S. Chungcheong (Nonsan JC)                                  | Daedeok District, Daejeon (Hoedeok JC)               | 54,0 km            |
|                                                                       | Gochang–Damyang Expressway                        | Gochang County, N. Jeolla (Gochang JC)                              | Damyang County, S. Jeolla (Daedeok JC)               | 42,5 km            |
|                                                                       | Gangjin–Gwangju Expressway                        | Gangjin, S. Jeolla                                                  | Seo District, Gwangju                                | 51,1 km            |
|                                                                       | Sejong–Pocheon Expressway Osong Branch            | Sejong City                                                         | Cheongju, N. Chungcheong                             | 6,2 km             |
|                                                                       | Daejeon Southern Ring Expressway                  | Yuseong District, Daejeon (W. Daejeon JC)                           | Dong District, Daejeon (Biryong JC)                  | 20,9 km            |
|                                                                       | Sangju–Yeongcheon Expressway                      | Sangju, N. Gyeongsang (Nakdong JC)                                  | Yeongcheon, N. Gyeongsang (Yeongcheon JC)            | 93,9 km            |
|                                                                       | Capital Region Second Ring Expressway             | Ssangsong-ri, Mado-myeon, Hwaseong-si, Gyeonggi-do (Mado JC)        | Yongdam-ri, Sanbuk-myeon, Yeoju-si, Gyeonggi-do      | 82,27 km           |
| Ssangsong-ri, Mado-myeon, Hwaseong-si, Gyeonggi-do (Mado JC)          | Capital Region Second Ring Expressway             | Seonggok-dong, Danwon-gu, Ansan-si, Gyeonggi-do (South Ansan JC)    | 13,5 km                                              |                    |
| Seonggok-dong, Danwon-gu, Ansan-si, Gyeonggi-do (South Ansan JC)      | Capital Region Second Ring Expressway             | Jeongwang-dong, Siheung-si, Gyeonggi-do (Sihwa IC)                  | 2,4 km                                               |                    |
| Sinheung-dong 3-ga, Jung-gu, Incheon (Namhang IS)                     | Capital Region Second Ring Expressway             | Dosa-ri, Tongjin-eup, Gimpo-si, Gyeonggi-do (W.Gimpo-Tongjin IC)    | 28,5 km                                              |                    |
| Heungsin-ri, Yangchon-eup, Gimpo-si, Gyeonggi-do (W.Gimpo-Tongjin IC) | Capital Region Second Ring Expressway             | Bugok-ri, Paju-eup, Paju-si, Gyeonggi-do                            | 25,4 km                                              |                    |
| Bugok-ri, Paju-eup, Paju-si, Gyeonggi-do                              | Capital Region Second Ring Expressway             | Hoeam-dong, Yangju-si, Gyeonggi-do (Yangju IC)                      | 24,8 km                                              |                    |
| Hoeam-dong, Yangju-si, Gyeonggi-do (Yangju IC)                        | Capital Region Second Ring Expressway             | Mubong-ri, Soheul-eup, Pocheon-si, Gyeonggi-do (Soheul JC)          | 6,0 km                                               |                    |
| Mubong-ri, Soheul-eup, Pocheon-si, Gyeonggi-do (Soheul JC)            | Capital Region Second Ring Expressway             | Asin-ri, Okcheon-myeon, Yangpyeong-gun, Gyeonggi-do (Yangpyeong IC) | 46,5 km                                              |                    |
|                                                                       | Jungbu Naeryuk Expressway Branch                  | Dalseong County, Daegu (Hyeonpung JC)                               | Buk District, Daegu (Geumho JC)                      | 30,0 km            |
|                                                                       | Gwangju Ring Expressway                           | Gwangsan District, Gwangju                                          | Jangseong County, S. Jeolla                          | 10,3 km            |
|                                                                       | Jungang Expressway Branch                         | Gimhae, S. Gyeongsang (Gimhae JC)                                   | Yangsan, S. Gyeongsang (Yangsan JC)                  | 18,1 km            |
|                                                                       | Busan Ring Expressway                             | Gimhae, S. Gyeongsang (Jinyeong JC)                                 | Gijang County, Busan (Gijang JC)                     | 48,8 km            |
|                                                                       | Daegu Ring Expressway                             | Dalseo District, Daegu                                              | Dong District, Daegu                                 | 32,91 km           |

1 / Gyeongbu Expressway ·
10 / Namhae Expressway ·
12 / Muan–Gwangju Expressway ·
12 / Gwangju–Daegu Expressway ·
14 / Hamyang–Ulsan Expressway ·
15 / Seohaean Expressway ·
16 / Ulsan Expressway ·
17 / Iksan–Pyeongtaek Expressway ·
17 / Pyeongtaek–Paju Expressway ·
20 / Saemangeum–Pohang Expressway ·
25 / Honam Expressway ·
25 / Nonsan–Cheonan Expressway ·
27 / Suncheon–Wanju Expressway ·
29 / Sejong–Pocheon Expressway ·
30 / Seosan–Yeongdeok Expressway ·
32 / Dangjin–Cheongju Expressway ·
35 / Tongyeong–Daejeon Expressway ·
35 / Jungbu Expressway ·
37 / Second Jungbu Expressway ·
40 / Pyeongtaek–Jecheon Expressway ·
45 / Jungbu Naeryuk Expressway ·
50 / Yeongdong Expressway ·
52 / Gwangju–Wonju Expressway ·
55 / Jungang Expressway ·
60 / Seoul–Yangyang Expressway ·
65 / Donghae Expressway ·
100 / Capital Region First Ring Expressway ·
102 / Namhae Expressway Branch 1 ·
104/ Namhae Expressway Branch 2 ·
105/ Namhae Expressway Branch 3 ·
110/ Second Gyeongin Expressway ·
120/ Gyeongin Expressway ·
130/ Incheon International Airport Expressway ·
151/ Seocheon–Gongju Expressway ·
153/ Pyeongtaek–Siheung Expressway ·
171/ Osan–Hwaseong Expressway ·
171/ Yongin–Seoul Expressway ·
173/ Iksan–Pyeongtaek Expressway Branch ·
202/ Saemangeum–Pohang Expressway Branch (Pohang) ·
204/ Saemangeum–Pohang Expressway Branch (Iksan-Wanju) ·
251/ Honam Expressway Branch ·
253/ Gochang–Damyang Expressway ·
255/ Gangjin–Gwangju Expressway ·
292/ Sejong–Pocheon Expressway Osong Branch ·
300/ Daejeon Southern Ring Expressway ·
301/ Sangju–Yeongcheon Expressway ·
400/ Capital Region Second Ring Expressway ·
451/ Jungbu Naeryuk Expressway Branch ·
500/ Gwangju Ring Expressway ·
500/ Jungang Expressway Branch ·
600/ Busan Ring Expressway ·
700/ Daegu Ring Expressway ·